# Christopher Alesund
Christopher Carl Albin Alesund (alias GeT_RiGhT), född 29 maj 1990 i Spånga församling i Stockholm, är en svensk före detta professionell Counter-Strike- och Counter-Strike: Global Offensive-spelare som tidigare spelat för organisationer som Ninjas in Pyjamas samt Dignitas Alesund har blivit utnämnd till världens bästa spelare två gånger, vunnit en Major och tagit silverplats i World Cyber Games.

## Karriär

### Counter Strike 1.6
Alesund blev upplockad till Begrip Gaming 2007, vilket var dåtidens lag som producerade de bästa Counter-Strike-spelarna i Sverige. 
Senare blev han även intagen till SK Gaming, ett av de mest kända lagen i världen, som en sjätte spelare. Meningen med detta var att han skulle hoppa in när någon ordinarie i laget blev sjuk eller av någon anledning inte kunde spela. I finalen av IEM 2008 fick han en chans i SK när Abdisamad "SpawN" Mohamed inte kunde spela. Alesund hoppade in och spelade hem denna titel med resterande ordinarie spelare i laget. Trots visad talang så hade de inte plats för Alesund i SK när SpawN kom tillbaka. Alesund tillbringade resten av året med en gammal lagkamrat till honom "Pers", de båda spelade i ett lag som kallades Giants, fram till att Fnatic plockade upp honom 2009. Samma år vann Fnatic en majoritet av alla stora turneringar och Alesund blev framröstad till årets spelare.
Efter två bra år i Fnatic gick han slutligen till SK Gaming, där han hade ännu ett bra år och blev placerad på andraplats i top-20 listan av världens bästa Counter-Strike-spelare av HLTV. Året efter 2010 blev Alesund utsedd till världens bästa Counter-Strike 1.6 spelare av HLTV. Sista året av Counter-Strike 1.6, 2011, placerades Alesund på en andraplats av HLTV.

### Counter Strike: Global Offensive
I samband med att Counter-Strike: Global Offensive (CS:GO) släpptes 2012 kontrakterades Alesund tillsammans med Richard "Xizt" Landström, Adam "Friberg" Friberg, Patrik "f0rest" Lindberg & Robin "Fifflaren" Johansson till organisationen Ninjas in Pyjamas (NiP). Under CS:GO:s tidiga dagar vann NiP 87 raka kartor på LAN utan att förlora en enda match, vilket fortfarande (mars 2023) är rekord. Under sin tid i Ninjas in Pyjamas kom Alesund till att spela i fem Major-finaler av vilka han vann en av dem, ESL One Cologne 2014.
Alesund blev utsedd till världens bästa Counter-Strike: Global Offensive-spelare både 2013 och 2014 av HLTV.
I september 2019, meddelade Alesund att han lämnar Ninjas in Pyjamas och lade då sin karriär på is under ett par månader. I januari 2020 meddelade Alesund att han tillsammans med före detta lagkamrater från NiP skulle komma att spela för Dignitas.
Alesund bänkades tillsammans med Richard "Xizt" Landström av Dignitas i september 2020. I januari 2021 meddelade Alesund att han avslutade sin karriär. Han kom dock tillbaka under en kort period under lagnamnet d00m i september 2022.
Efter att ha avslutat sin professionella karriär i Counter-Strike: Global Offensive (CS:GO), valde Christopher "GeT_RiGhT" Ålesund att fortsätta sin anknytning till spelet genom att bli en heltidsstreamare på Twitch.